# T-dualidade
Em física teórica, dualidade T ou T-dualidade é uma equivalência de duas teorias físicas, que pode ser tanto da teoria quântica de campos ou das teorias das cordas. Na teoria das cordas, a dualidade T é um meta-simetria; mais precisamente, é equivalente a colocar cordas fechadas em círculos de raio {\displaystyle R} e e raio {\displaystyle 1/R}. A ideia de T-dualidade pode ser estendida para teoria mais complicadas, incluindo teoria das supercordas.